# Camino Natural Cañada Real Soriana Oriental

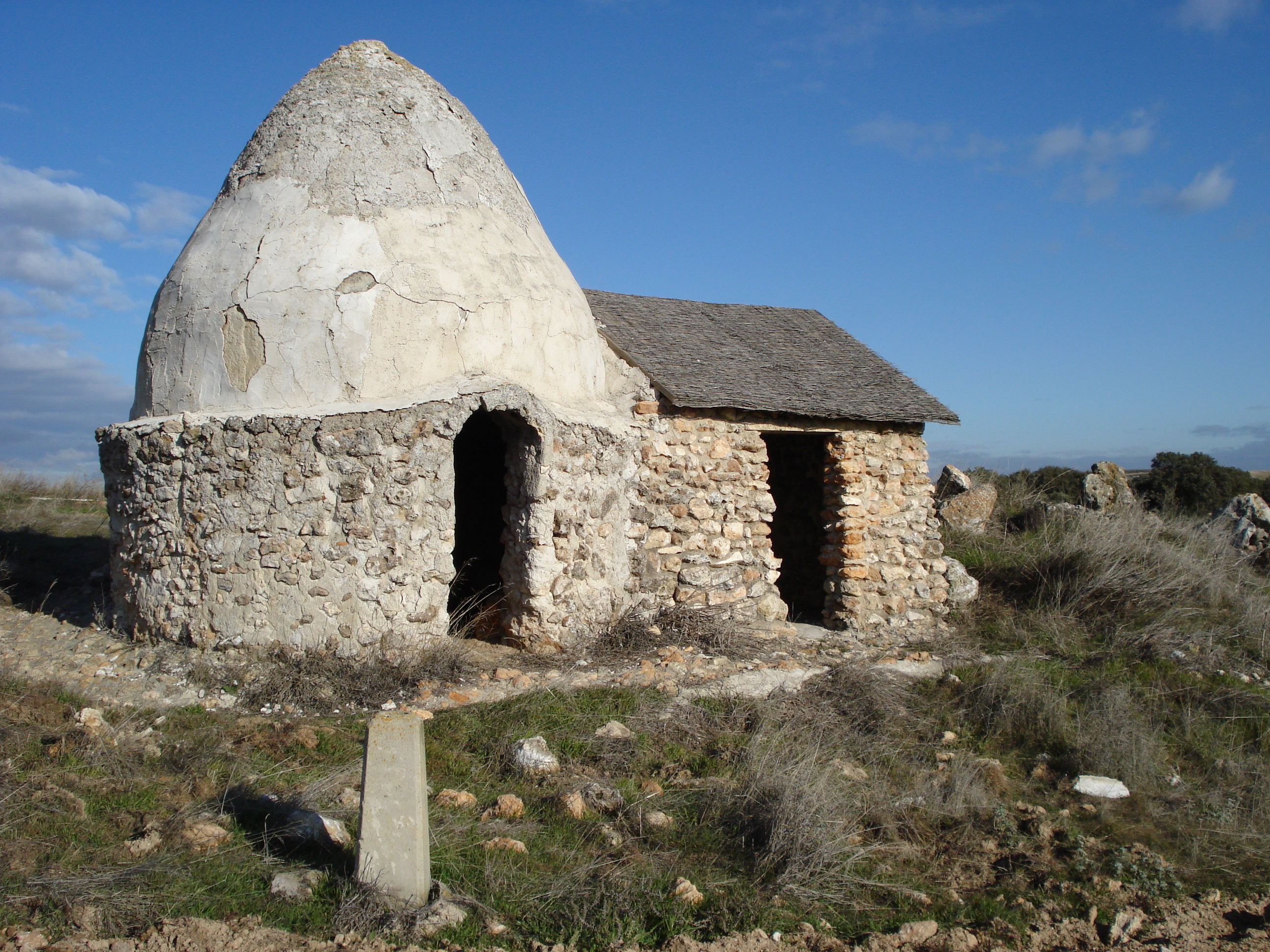
Chozo del Quiñonero, antigua cabaña merinera

El Camino Natural Cañada Real Soriana Oriental es un itinerario perteneciente a la Red de Caminos Naturales de España, un proyecto desarrollado por el Ministerio de Agricultura, Pesca y Alimentación, que se encarga de la recuperación de antiguas infraestructuras relacionadas con el transporte y la comunicación, que actualmente se encuentran en desuso o en estado de abandono, para su uso senderista y ciclista.
Este Camino Natural surge con el reacondicionamiento de la Cañada Real Soriana Oriental, una de las tradicionales vías pecuarias dedicadas al pastoreo trashumante que recorren la península ibérica, la cual unía las provincias de Soria y Sevilla.

## Localización
Este itinerario atraviesa el sureste de la Comunidad de Madrid. El recorrido transcurre por la Alcarria madrileña y, actualmente, cuenta con 30,14 km habilitados, agrupados en un único tramo, de los más de 800 km que componían la antigua Cañada Real Soriana Oriental.

## Historia

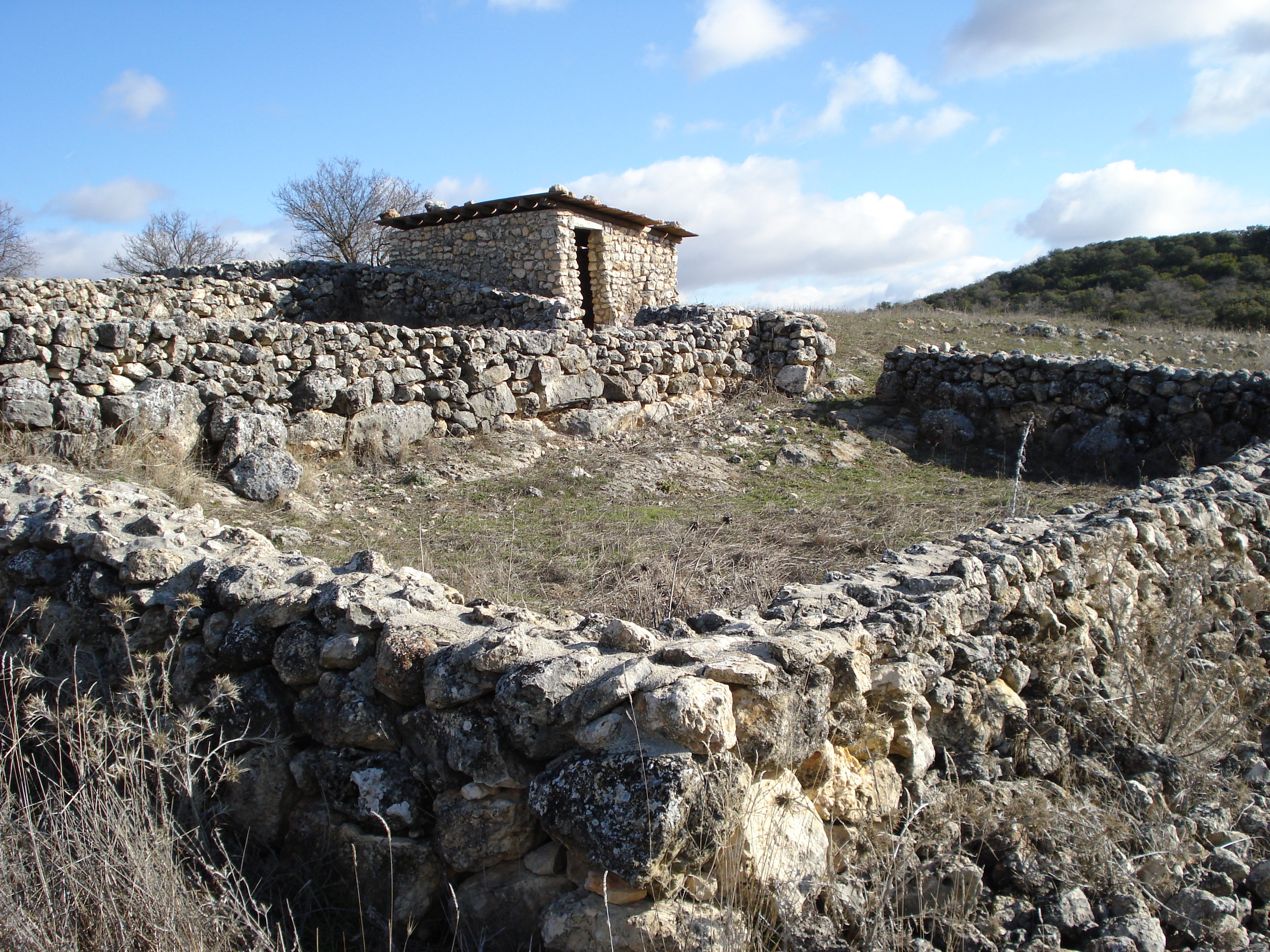
Corrales de Calero

La Cañada Real Soriana Oriental es una de las Cañadas Reales reguladas durante el reinado de Alfonso X el Sabio, en 1273, con la creación del Concejo de la Mesta de los Pastores de Mio Reyno, el cual tuvo por objetivo organizar los rebaños trashumantes a través de caminos que unían los lugares de pastoreo estacional.
Se trata de una vía pecuaria que atravesaba las comunidades autónomas de Castilla y León, Castilla-La Mancha, Comunidad de Madrid y Andalucía, conectando las provincias de Soria y Sevilla.

## Recorrido

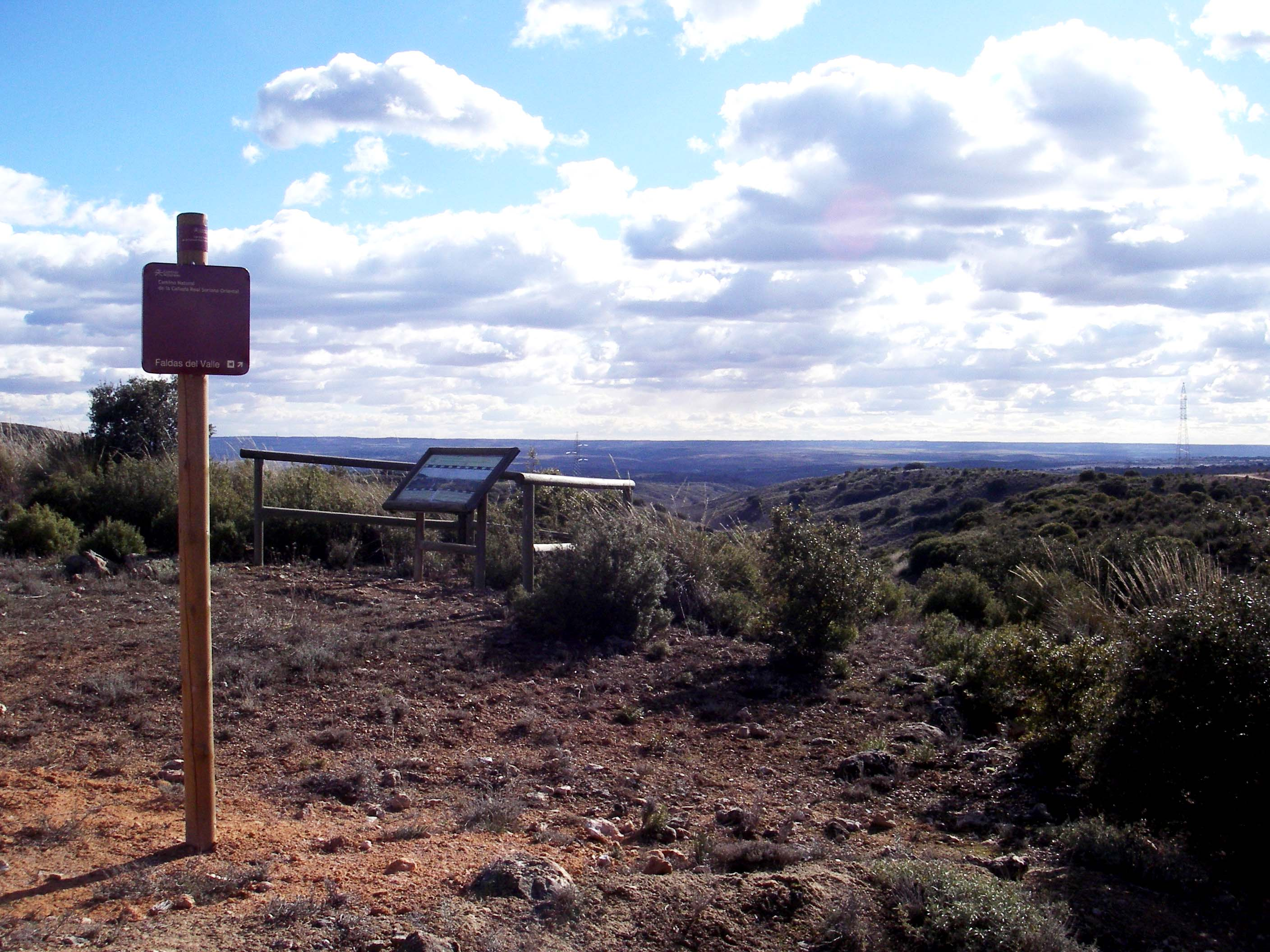
Mirador Faldas del Valle

El recorrido se inicia por el sureste madrileño aprovechando el trazado de una de las nueve cañadas reales que surcan la Península y una de las cuatro que atraviesan la Comunidad de Madrid.
En sus 30 km de recorrido, discurre por la Alcarria madrileña entre campiñas, páramos y vegas, marcas de identidad de las comunidades rurales de Brea de Tajo, Valdaracete y Fuentidueña de Tajo.

## Descripción por tramos
Actualmente este itinerario se compone de un único tramo, de 30 km, que recorre el sureste de la provincia madrileña.

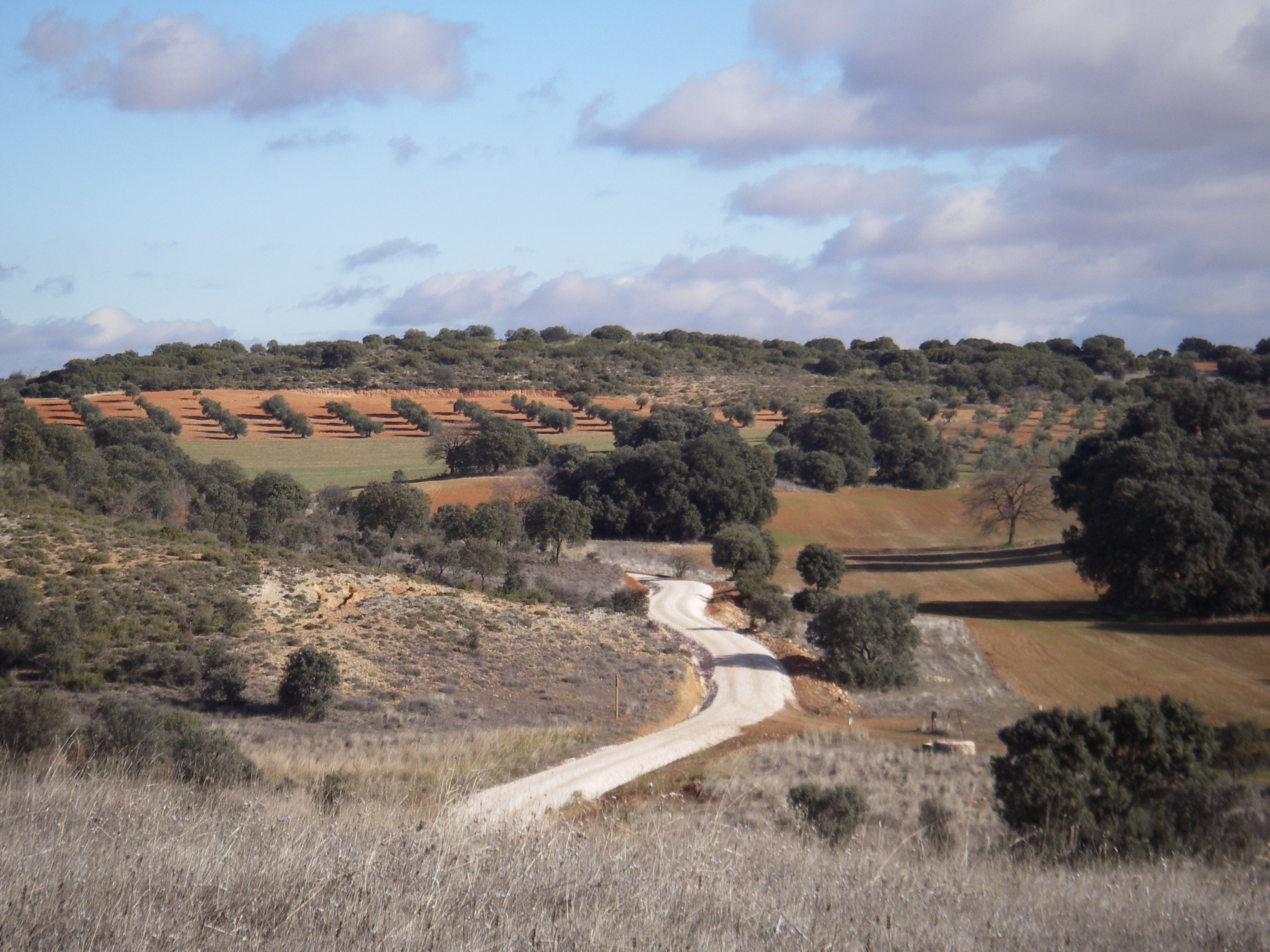
Campos de cultivo

El recorrido inicia en las inmediaciones de Brea de Tajo (Madrid), en el límite provincial entre Guadalajara y Madrid, y finaliza en la localidad de Fuentidueña del Tajo, cerca de la frontera provincial entre Madrid y Toledo.
A lo largo del camino destaca un paisaje eminentemente agrícola, especialmente dedicado al cultivo de cereal, que se entremezcla con encinas, coscojas, quejigos, olivares, viñedos y matorral de monte mediterráneo como tomillos, y cornicabras. Una flora que resalta con el tono rojizo de los suelos ricos en arcilla. 